# Pezinok
Pezinok (v místním nářečí Pezinek, německy Bösing, maďarsky Bazin) je okresní město ležící na jihozápadě Slovenska severně od Bratislavy. Ve městě žije přibližně 25 tisíc obyvatel.

## Historie
Území, na kterém se dnes rozkládá město Pezinok, se v písemných materiálech poprvé vzpomíná v listině z roku 1208 jako „terra Bozin“. V následujících stoletích se město postupně změnilo z hornické osady na vinařské městečko po druhé vlně německé kolonizace na počátku 16. století. Snaha měšťanů a obyvatel Pezinku o získání práv svobodného královského města vyvrcholila 14. června 1647, kdy král Ferdinand III. Pezinku tyto privilegia udělil.
V 17. a 18. století zažíval Pezinok svůj největší rozkvět a patřil mezi nejbohatší města Uherska. Jeho sláva a bohatství bylo založeno na produkci kvalitních vín. V 19. století začalo postupné zprůmyslňování města; byla zde založena první továrna na výrobu kyseliny sírové v Uhersku, továrna na výrobu jehel a také velká cihelna. Dočasnou konjunkturu v 19. století způsobilo především obnovení těžby zlata v katastru Pezinku a zavedení železnice, čímž se Pezinok stal nejdůležitějším městem Malokarpatské vinařské oblasti.
První polovina 20. století představovala úpadek města. V této době nebylo v Pezinku většího průmyslového podniku, což zároveň s poklesem vinařské produkce způsobilo masivní vystěhovalectví do Ameriky. Postupné zlepšení začalo až po skončení druhé světové války.
Dnes je Pezinok moderním okresním městem s vybudovaným průmyslem (zejména dřevozpracující, cihlářská a stavební výroba), kvalitní vinařskou produkcí, rozvinutým obchodem a zajímavými historickými památkami. Pro město je charakteristické historické centrum s typickými měšťanskými domy, ulicemi v pravidelném síťovém půdorysu a zbytky původních hradeb. K nejvýznamnějším kulturně památkám patří zámek z 13. století, čtyři historicky i architektonicky cenné kostely a renesanční radnice.

## Přírodní poměry
Město leží 18 kilometrů severovýchodně od Bratislavy na úpatí Malých Karpat. Pezinkem protéká potok Saulak (Cajloch) a Rači potok. Okres Pezinok sousedí s okresy Senec, Bratislava, Malacky a Trnava.
Do jihozápadního výběžku správního území města zasahuje část přírodní rezervace Nad Šenkárkou.

## Místní části
- Grinava, dříve samostatná obec, mezi lety 1948 a 1990 se jmenovala Myslenice.[6]
- Pezinok (Centrum)
- Cajla
- Sídlisko Sever
- Sídlisko Juh
- Sídlisko Muškát
- Sídlisko Starý dvor
- Sídlisko Sahara

## Doprava
Na železniční tratí Bratislava–Žilina je v Grinavě  zastávka s názvem Pezinok zastávka, dále je na této trati železniční stanice Pezinok.

## Osobnosti
- Juraj Bindzár, divadelní, televizní a filmový režisér a scenárista
- Eduard Chmelár, politický a mediální analytik, historik a publicista
- Jan Kupecký, barokní malíř
- Karol Pekník, generál, protifašistický bojovník
- Pavel Pukančík, příslušník československé zahraniční armády
- Ľudovít Rajter, dirigent a hudební skladatel
- Richard Réti, rakouskouherský, později československý šachista
- Štefan Sandtner, básník, kněz, představitel katolické moderny
- Dušan Slobodník, spisovatel, literární vědec, překladatel a politik
- Eugen Suchoň, hudební skladatel
- Ján Štohl, astronom

## Partnerská města
- Neusiedl am See, Rakousko
- Mosonmagyaróvár, Maďarsko
- Mladá Boleslav, Česko
- Kyjov, Česko
- Izola, Slovinsko